# Leckringhausen
Leckringhausen  ist ein Stadtteil von Wolfhagen im nordhessischen Landkreis Kassel.

## Geographie
Leckringhausen liegt etwa fünf Kilometer südlich der Kernstadt Wolfhagen an der Kreisstraße K 105 und am Ofensteinwasser. Die Wüstungen Zabenhausen und Alveringhausen befinden sich westlich des Dorfs im Wolfhager Stadtwald.

## Geschichte

### Ortsgeschichte
Die älteste bekannte schriftliche Erwähnung von Leckringhausen erfolgte unter dem Namen Leckringhausen im Jahr 1209 und befand sich zu dieser zeit im Besitz des Fritzlarer Petersstiftes. Im Jahr 1264 wird Leckringhausen als Lekerinchusen erwähnt und ist zu dieser Zeit ein Meierhof des Klosters Aroldessen. Im Jahr 1354 pachtete die Stadt Wolfhagen den Hof in Lyekerinchusen vom Kloster Aroldessen und kaufte ihn dann im Jahr 1415. Im Jahre 1475 wurde die Eigentumsfrage zwischen den Klöstern Aroldessen und Höhnscheid durch einen Schiedsspruch zu Gunsten des letzteren entschieden. Der Verkauf an Wolfhagen wurde blieb hiervon unberührt, die Stadt blieb im Besitz des Hofes.
Nach dem Dreißigjährigen Krieg wird der Ort vorerst nicht mehr erwähnt und scheint eine Wüstung geworden zu sein. Erst 1699 wurde an gleicher Stelle durch Landgraf Carl von Hessen-Kassel ein Hugenottendorf gegründet. Die in Frankreich wegen ihres Glaubens verfolgten Hugenotten fanden hier eine neue Heimat. Im Jahr 1706 war der erste Kirchenbau fertiggestellt. Noch bis zum Jahr 1824 wurde der Gottesdienst in französischer Sprache gehalten. Die Evangelische Kirchengemeinde gehört heute zum Kirchspiel Wolfhagen.
Im 18. Jahrhundert war die Strumpfwirkerei ein bedeutendes Gewerbe in Leckringhausen. Die Wetterfahne der ev. Kirche zu Leckringhausen zeigt neben dem hessischen Löwen einen Strumpfwirker.
Hessische Gebietsreform (1970–1977)
Zum 1. Februar 1971 wurde die bis dahin selbständige Gemeinde Leckringhausen im Zuge der Gebietsreform in Hessen auf freiwilliger Basis in die Stadt Wolfhagen eingemeindet. Für Leckringhausen wurde, wie für alle nach Wolfhagen eingegliederten Gemeinden, ein Ortsbezirk mit Ortsbeirat und Ortsvorsteher nach der Hessischen Gemeindeordnung eingerichtet.

### Verwaltungsgeschichte im Überblick
Die folgende Liste zeigt die Staaten und Verwaltungseinheiten, in denen Leckringhausen lag:
- 1273: Heiliges Römisches Reich, Grafschaft Waldeck
- vor 1567: Heiliges Römisches Reich, Landgrafschaft Hessen, Amt Wolfhagen
- ab 1567: Heiliges Römisches Reich, Landgrafschaft Hessen-Kassel, Amt Wolfhagen
- 1787: Heiliges Römisches Reich, Landgrafschaft Hessen-Kassel, Amt Wolfhagen
- ab 1806: Landgrafschaft Hessen-Kassel, Amt Wolfhagen
- 1807–1813: Königreich Westphalen, Departement der Fulda, Distrikt Kassel, Kanton Wolfhagen
- ab 1815: Kurfürstentum Hessen, Niederhessen, Amt Wolfhagen[10]
- ab 1821/22: Kurfürstentum Hessen, Provinz Niederhessen, Kreis Wolfhagen[11][Anm. 1]
- ab 1848: Kurfürstentum Hessen, Bezirk Kassel
- ab 1851: Kurfürstentum Hessen, Provinz Niederhessen, Kreis Wolfhagen
- ab 1867: Königreich Preußen, Provinz Hessen-Nassau, Regierungsbezirk Kassel, Kreis Wolfhagen
- ab 1871: Deutsches Reich, Königreich Preußen, Provinz Hessen-Nassau, Regierungsbezirk Kassel, Kreis Wolfhagen
- ab 1918: Deutsches Reich, Freistaat Preußen, Provinz Hessen-Nassau, Regierungsbezirk Kassel, Kreis Wolfhagen
- ab 1944: Deutsches Reich, Freistaat Preußen, Provinz Kurhessen, Landkreis Wolfhagen
- ab 1945: Amerikanische Besatzungszone, Groß-Hessen, Regierungsbezirk Kassel, Landkreis Wolfhagen
- ab 1946: Amerikanische Besatzungszone, Land Hessen, Regierungsbezirk Kassel, Landkreis Wolfhagen
- ab 1949: Bundesrepublik Deutschland, Land Hessen, Regierungsbezirk Kassel, Landkreis Wolfhagen
- ab 1971: Bundesrepublik Deutschland, Land Hessen, Regierungsbezirk Kassel, Landkreis Wolfhagen, Stadt Wolfhagen[Anm. 2]
- ab 1972: Bundesrepublik Deutschland, Land Hessen, Regierungsbezirk Kassel, Landkreis Kassel, Stadt Wolfhagen

### Hugenotten und ihre Kirche

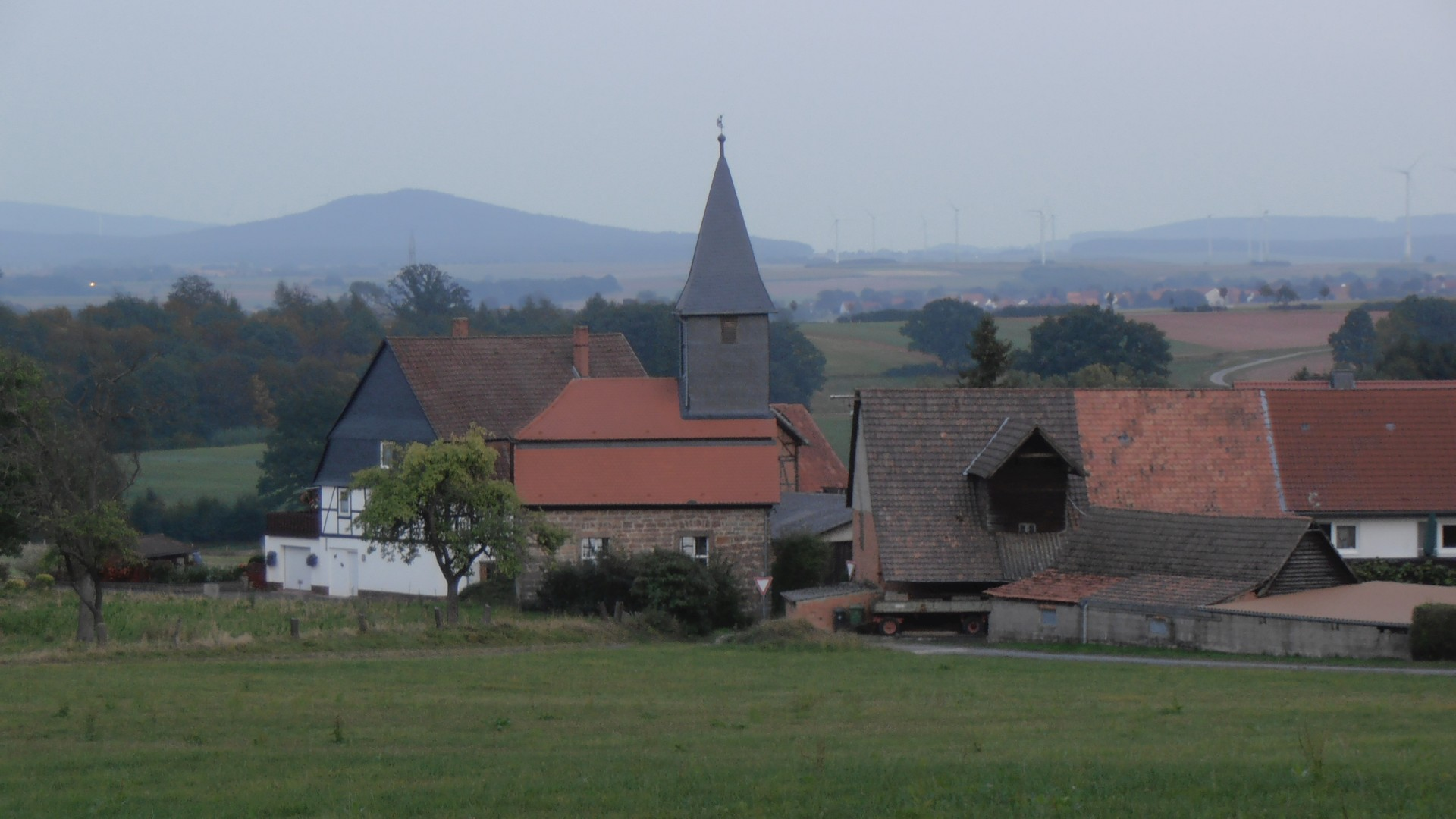
Hugenottenkirche Leckringhausen

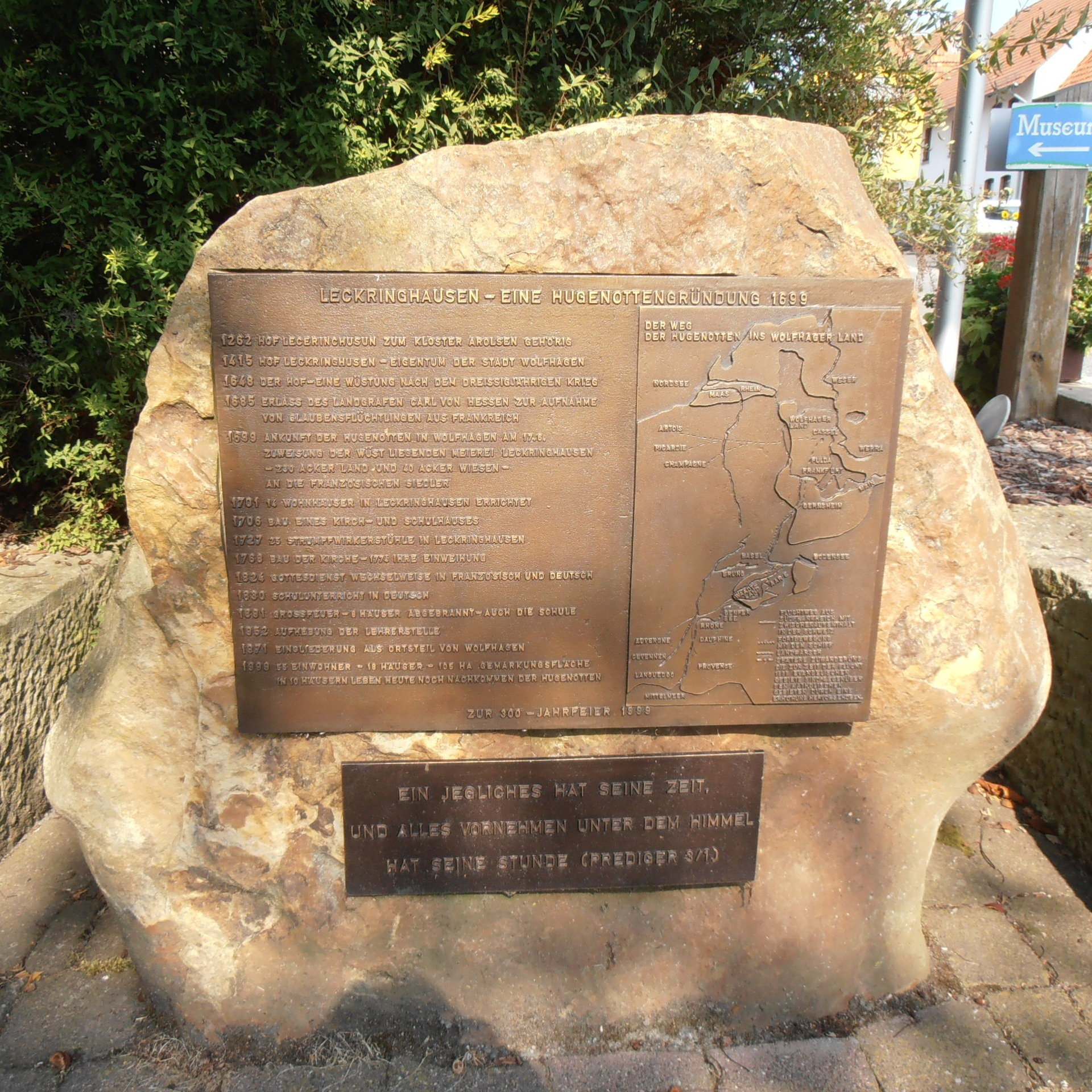
Hugenottenstein

Am 17. Juni 1699 kamen Glaubensflüchtlinge – 14 französische Familien mit ihrem Pfarrer – nach Leckringhausen und fanden hier eine neue Heimat. Nach Hausbau und Existenzgründung wurde die kleine Saalkirche von 1768 bis 1774 gebaut. Das Kircheninnere ist schlicht gehalten. Die Hugenotten hatten keinen Altar, sondern einen Abendmahlstisch. Der Gottesdienst wurde bis ca. 1824 in französischer Sprache gefeiert. Im Mittelpunkt standen das Wort Gottes und seine Auslegung. Es gab nur einstimmigen Gesang ohne Instrumentalbegleitung. Erst im 19. Jahrhundert wurde ein Harmonium, im 20. Jahrhundert eine Orgel angeschafft. Ein Hängeleuchter mit den Namen der vier im Ersten Weltkrieg Gefallenen der Gemeinde wurde nach Entwurf von Alfred Vocke von dem Schlossermeister Konrad Opfermann in Wolfhagen geschaffen. Eine Kirchenrenovierung mit einer Orgelerweiterung wurde 2009 abgeschlossen.

## Bevölkerung
Einwohnerstruktur 2011
Nach den Erhebungen des Zensus 2011 lebten am Stichtag dem 9. Mai 2011 in Leckringhausen 42 Einwohner. Darunter waren keine Ausländer.
Nach dem Lebensalter waren 6 Einwohner unter 18 Jahren, 18 zwischen 18 und 49, 9 zwischen 50 und 64 und 9 Einwohner waren älter.
Die Einwohner lebten in 21 Haushalten, davon 12 Singlehaushalte, 3 Paare ohne Kinder und 6 Paare mit Kindern. In 6 Haushalten lebten ausschließlich Senioren und in 12 Haushaltungen lebten keine Senioren.
Einwohnerentwicklung
- 1699: 14 Familien[1]
- 1747: 14 Haushaltungen[1]

| Leckringhausen: Einwohnerzahlen von 1834 bis 2020 | Leckringhausen: Einwohnerzahlen von 1834 bis 2020 | Leckringhausen: Einwohnerzahlen von 1834 bis 2020 | Leckringhausen: Einwohnerzahlen von 1834 bis 2020 | Leckringhausen: Einwohnerzahlen von 1834 bis 2020 |
| --- | ------------------------------------------------- | ------------------------------------------------- | ------------------------------------------------- | ------------------------------------------------- |
| Jahr |                                                   |                                                   |                                                   | Einwohner                                         |
| 1834 | 1834                                              |                                                   | 105                                               | 105                                               |
| 1840 | 1840                                              |                                                   | 108                                               | 108                                               |
| 1846 | 1846                                              |                                                   | 115                                               | 115                                               |
| 1852 | 1852                                              |                                                   | 113                                               | 113                                               |
| 1858 | 1858                                              |                                                   | 116                                               | 116                                               |
| 1864 | 1864                                              |                                                   | 104                                               | 104                                               |
| 1871 | 1871                                              |                                                   | 89                                                | 89                                                |
| 1875 | 1875                                              |                                                   | 87                                                | 87                                                |
| 1885 | 1885                                              |                                                   | 97                                                | 97                                                |
| 1895 | 1895                                              |                                                   | 88                                                | 88                                                |
| 1905 | 1905                                              |                                                   | 79                                                | 79                                                |
| 1910 | 1910                                              |                                                   | 63                                                | 63                                                |
| 1925 | 1925                                              |                                                   | 66                                                | 66                                                |
| 1939 | 1939                                              |                                                   | 62                                                | 62                                                |
| 1946 | 1946                                              |                                                   | 119                                               | 119                                               |
| 1950 | 1950                                              |                                                   | 130                                               | 130                                               |
| 1956 | 1956                                              |                                                   | 78                                                | 78                                                |
| 1961 | 1961                                              |                                                   | 77                                                | 77                                                |
| 1967 | 1967                                              |                                                   | 68                                                | 68                                                |
| 1970 | 1970                                              |                                                   | 62                                                | 62                                                |
| 1980 | 1980                                              |                                                   | ?                                                 | ?                                                 |
| 1990 | 1990                                              |                                                   | ?                                                 | ?                                                 |
| 2000 | 2000                                              |                                                   | ?                                                 | ?                                                 |
| 2011 | 2011                                              |                                                   | 42                                                | 42                                                |
| 2014 | 2014                                              |                                                   | 47                                                | 47                                                |
| 2020 | 2020                                              |                                                   | 43                                                | 43                                                |
| Datenquelle: Historisches Gemeindeverzeichnis für Hessen: Die Bevölkerung der Gemeinden 1834 bis 1967. Wiesbaden: Hessisches Statistisches Landesamt, 1968. Weitere Quellen: bis 1970; Stadt Wolfhagen; Zensus 2011 |                                                   |                                                   |                                                   |                                                   |

Historische Religionszugehörigkeit
| • 1885: | 97 evangelische (100 %) Einwohner                        |
| • 1961: | 70 evangelische (91 %), drei katholische (4 %) Einwohner |

## Politik
Für Leckringhausen besteht ein Ortsbezirk (Gebiete der ehemaligen Gemeinde Leckringhausen) mit Ortsbeirat und Ortsvorsteher nach der Hessischen Gemeindeordnung.
Der Ortsbeirat besteht aus fünf Mitgliedern. Bei der Kommunalwahl in Hessen 2021 betrug die Wahlbeteiligung zum Ortsbeirat 68,29 %. Alle Kandidaten gehörten der „Gemeinschaftsliste Leckringhausen“ an. Der Ortsbeirat wählte Dirk Langer zum Ortsvorsteher.